# 交響曲第39番 (モーツァルト)

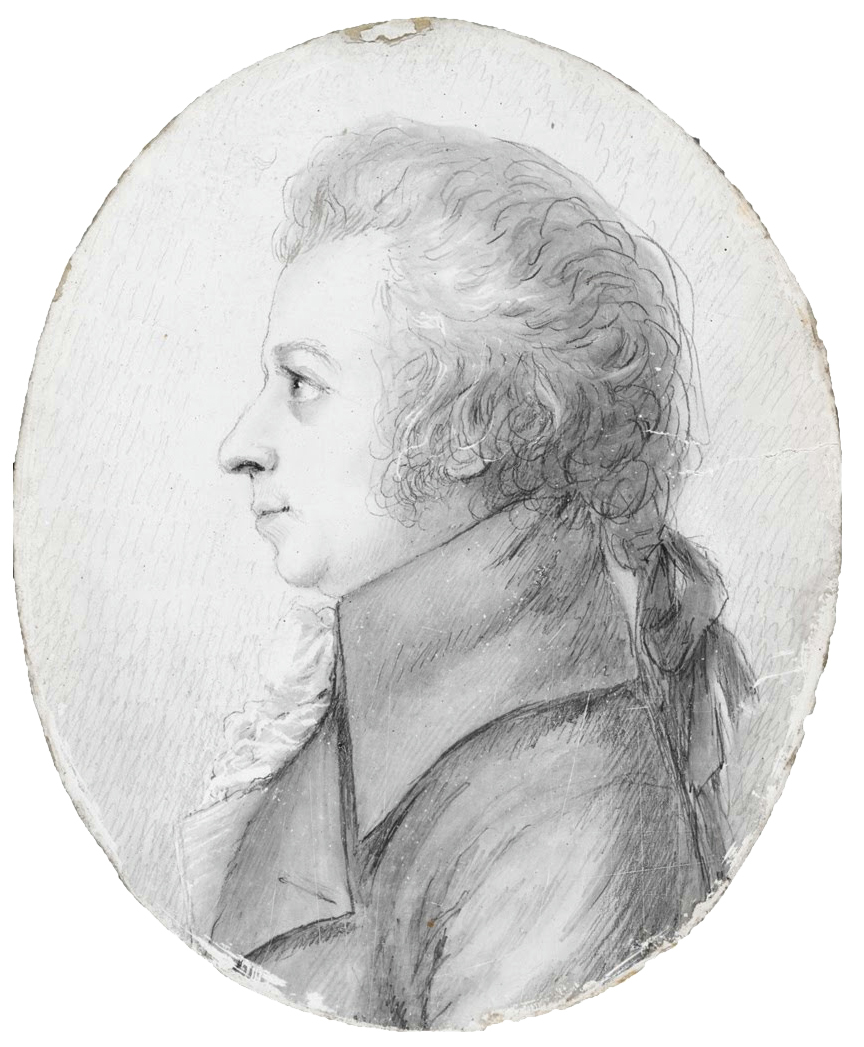
『交響曲第39番』完成翌年（1789年）のモーツァルト

交響曲第39番 変ホ長調 K. 543 は、ヴォルフガング・アマデウス・モーツァルトが1788年に作曲した交響曲。

## 概要
1788年6月26日にウィーンで完成されたこの交響曲は、モーツァルト晩年の円熟した傑作として知られるいわゆる「3大交響曲」（本作、『第40番 ト短調』（K. 550）、『第41番 ハ長調《ジュピター》』（K. 551））の最初の曲である。「3大交響曲」はわずか1ヵ月半のあいだに連続的に書かれており、当時の通例から、演奏会や出版など何等かの目的があって書かれたと考えられるが、モーツァルトの晩年の書簡は極めて少なく、行ったかもしれない演奏会などの詳細が不明なため、作曲の動機はいまだ特定されておらず、また3曲とも、モーツァルトの生前に演奏されたかどうかは定かではない。指揮者のニコラウス・アーノンクールは、モーツァルトが「3大交響曲」の3曲を統一した作品として作曲したのではないかと推測しており、特に本作には序曲のような壮大な序奏部があるが、コーダがないという事実を指摘している。また、モーツァルトの研究で知られるアルフレート・アインシュタインは、本作は同じ調で書かれているミヒャエル・ハイドンの『交響曲第26番 変ホ長調』をモデルに作曲したのではないかと推測している。
なお、日本ではまず呼ばれることはなく現在では廃れてしまっているが、海外ではごく稀に本作を『白鳥の歌』（ "Schwanengesang" ）の愛称で呼ぶことがあり、これは19世紀初頭に出版されていたいくつかの室内楽編曲の中で、本作が最後に出版されており、（モーツァルトの最後の作品ではないにもかかわらず）作曲家の最後の作品として『白鳥の歌』というヨーロッパの古い伝承と結びついたためであると考えられる。

## 楽器編成
| 木管         | 木管 | 金管         | 金管         | 打         | 打       | 弦              | 弦 |
| ------------ | ---- | ------------ | ------------ | ---------- | -------- | --------------- | -- |
| フルート     | 1    | ホルン       | 2            | ティンパニ | ●        | 第1ヴァイオリン | ●  |
| オーボエ     | ×    | トランペット | 2            | 他         |          | 第2ヴァイオリン | ●  |
| クラリネット | 2    | 他           |              | 他         | ヴィオラ | ●               |    |
| ファゴット   | 2    | 他           | チェロ       | 他         | ●        |                 |    |
| 他           |      | 他           | コントラバス | 他         | ●        |                 |    |

本作の特徴として、モーツァルトの交響曲としては珍しくオーボエが除外されており、本作のように木管楽器群にオーボエを欠くのは、モーツァルトの作品では例外的な編成である（本作の他でオーボエを欠く楽器編成の作品としては『ピアノ協奏曲第22番 変ホ長調』（K. 482）、『同第23番 イ長調』（K. 488）、『クラリネット協奏曲 イ長調』（K. 622）などが挙げられる）。

## 曲の構成
全4楽章、演奏時間は約28分。「3大交響曲」のうち、本作のみ序奏部が付けられている。
- 第1楽章 アダージョ - アレグロ
変ホ長調、2分の2拍子（アラ・ブレーヴェ） - 4分の3拍子、序奏付きのソナタ形式。
お使いのブラウザーでは、音声再生がサポートされていません。音声ファイルをダウンロードをお試しください。
まず  で明るい序奏部が始まる。この序奏部では付点音符つきのファンファーレ的な音型と、第1、第2ヴァイオリンの流れるような下降音型、ヴィオラ、チェロ、コントラバスの上昇音型によって構成される。下降音型のほうは、楽章全体に登場する。半音を含むような大胆な不協和音をはさみつつ、静かに序奏部を終え、アレグロの主部に入る。
お使いのブラウザーでは、音声再生がサポートされていません。音声ファイルをダウンロードをお試しください。
主部はソナタ形式。提示部は弦の分散和音による第1主題で柔らかに始まり、やがて全奏でトランペットがファンファーレ調に力強く引き継ぐ。変ロ長調の第2主題は弦と木管のゆるやかな対話で始まり、低弦のピッツィカートに乗ってヴァイオリンで提示される。展開部では第2主題と第1主題提示部、提示部終結部の締めで使われた音型が展開される。再現部はほぼ定石どおり、第2主題は主調である変ホ長調で奏される。コーダは、下降音型から提示部締めの音型へと移行して、簡潔に曲を閉じる。

- 第2楽章 アンダンテ・コン・モート
変イ長調、4分の2拍子、二部形式[5]。
お使いのブラウザーでは、音声再生がサポートされていません。音声ファイルをダウンロードをお試しください。
まず弦楽器だけで優美な第1主題を提示する。ヴァイオリンから低弦へとメロディが移り、木管が入った後ヘ短調となり  で第2主題が奏される。その後第1主題を変ロ長調で再現し、木管が緩やかな音型を1小節遅れで輪唱してゆく。続いて木管が第1主題を再現し、弦楽器は伴奏に回り、第2主題がロ短調で表れる。その後、変イ長調に戻って第1主題を再現し、曲を明るく閉じる。

- 第3楽章 メヌエット：アレグレット - トリオ
変ホ長調、4分の3拍子、三部形式。
お使いのブラウザーでは、音声再生がサポートされていません。音声ファイルをダウンロードをお試しください。
典型的な三部形式（ A - B - A ）によるメヌエット。主部（ A ）ではヴァイオリンが元気よく旋律を奏する。トリオ部（ B ）では第1クラリネットはメロディを奏し、第2クラリネットはリズムを担当する。その後定型通りメヌエットを反復する。ちなみに、この時代のメヌエットではトリオ部は普通、主部の下属調が用いられるが、このメヌエットでは例外的に、トリオ部も主部と同じ調が用いられている。
なお、この楽章は後にシャルル＝ヴァランタン・アルカンによってピアノ独奏用に編曲されている。

- 第4楽章 アレグロ
変ホ長調、4分の2拍子、ソナタ形式。
お使いのブラウザーでは、音声再生がサポートされていません。音声ファイルをダウンロードをお試しください。
第1ヴァイオリンが奏でる第1主題に始まる。冒頭の16分音符の音型がこの楽章全体を支配し重要な役割を担う。  で第1主題が繰り返され、続いてヴァイオリンがアルペッジョ的な16分音符を続ける華やかな部分が続く。第2主題は第1主題から派生したもので、第1主題冒頭の音型を木管が繰り返しながら  に盛り上がる。終結部も同じように第1主題冒頭の音型を用いてもう一度盛り上がってから提示部を終える。展開部でも、第1主題冒頭の音型が転調を繰り返しながら展開され、クラリネットとファゴットが伸びやかな経過部を形作って変ホ長調に戻り、再現部に入る。再現部は忠実に提示部を繰り返し、簡潔なコーダも第1主題冒頭の音型で終える。